# Santa Maria de Linyola
Santa Maria de Linyola és una església del municipi de Linyola (Pla d'Urgell) inclosa en l'Inventari del Patrimoni Arquitectònic de Catalunya.

## Descripció
L'església de Santa Maria és d'una sola nau ampla, llarga i alta. Per les seves característiques és única en aquest contorns, i disposa d'altars laterals entre massissos contraforts que sustenten per una banda l'arc de mig punt dels laterals i per l'altre els esvelts i atrevits arcs gòtics de la volta. La façana és de factura molt senzilla: porta d'accés amb arc de mig punt emmarcada per columnes adossades i rematada per frontis troncat i decoració de tipus vegetal. A s'obra d'ella també s'inscriu un òcul circular amb motllura de dents de serra. L'església és coronada per un massís campanar octogonal i escapçat amb quatre torricons espitllerats a la basa, tot donant-li l'aspecte de fortí.
El frontis de l'església de Linyola obeeix a uns paràmetres estilístics que el situen en l'estil Plateresc. A banda i banda de la porta hi ha una columnes adossades que, descansant en una base composta per dues motllures, fust estriat, collarí i capitell de factura coríntia. Damunt d'aquest, en el fris, hi ha un relleu amb decoració figurativa (cares d'angelets alats) i decoració vegetal. Al bell mig de l'arquitravat i damunt la clau de volta que presenta un alt relleu amb forma de fulla d'acant, hi ha un dels elements més importants de la portada: un medalló el·líptic amb la representació de l'escut de Linyola (un feix de Lli).
Damunt el fris s'hi disposa l'astràgal que suporta un timpà escapçat i amb volutes entremig de les que hi ha un seguit de motllures amb forma de pedestal. En aquest espai hi devia haver una figura, actualment desapareguda i que es creu que podria ser una representació de Crist, ja que a sota se situa una cara aixafada i amb amplis bigotis que podria ser una representació del mal vençut seguint una tipologia molt típica del món medieval i que es podria aplicar en aquesta façana, que és molt posterior, si tenim en compte que les figures que la decoren són reaprofitades de la façana d'època gòtica.
Cal remarcar la decoració de l'intradós de l'arc de la porta, feta a base de casetons que emmarquen decoració vegetal i figurativa (àngels músics, cares d'animals, etc.).
Escultures del frontis de l'església. Figures amb elements d'alt relleu (braç de l'àngel, cap de la figura de la dreta), treballats en un sol bloc de pedra arenosa, material de fàcil erosió d'aquí que el seu estat presenti un alt grau de desintegració. La figura de l'esquerra representa un àngel agenollat. D'un dels seus braços n'ha desaparegut la meitat però el que en queda, de l'espatlla al colze, ens indica que devia estar mig alçat. L'altre el repenja, amb el puny tancat, damunt el genoll. D'aquest figura cal destacar el tractament del rostre, els cabells i els plecs del vestit cenyit a la cintura. Si bé la figura no és de primera línia, demostra la cura de l'autor en els petits detalls. De la figura de la dreta, poca cosa es pot dir degut al seu alt grau de deteriorament, però presenta una figura femenina asseguda en una mena de trona amb els braços damunt la falda, s'intueix un bon tractament de la vestimenta, la qual es compon de túnica i mantell.
La peça histórica per excel·lència és la pila baptismal on milers de linyolencs de moltes generaciones han inclinat el cap per ser batejats.

### Restauració
L'Ajuntament de Linyola ha iniciat les obres de restauració dels elements arquitectònics i escultòrics de la façana de l'església de Santa Maria, una actuació coordinada per l'expert en patrimoni, Ramon Solé.
El consistori va demanar dur a terme aquesta restauració per evitar la degradació a la qual havia arribat el pòrtic a causa de l'erosió. L'obra que compta amb un pressupost de 20.000 euros es finançarà amb la col·laboració del Departament de Cultura de la Generalitat i l'Institut d'Estudis Ilerdencs de la Diputació de Lleida. La previsió que l'actuació estigui enllestida aquesta primavera.
La restauració de les voltes del sostre, que també es troben malmeses per la humitat i el pas del temps. Àlex Mases (alcalde actual de L'inyola) ha afegit que també es projecta recuperar i catalogar la cripta que alguns historiadors situen sota l'altar major.
El consistori del poble inclou en el projecte la instal·lació de plafons informatius al campanar, per tal que els visitants puguin identificar els elements paisatgístics i geogràfics que es poden observar. Amb una vista privilegiada, els visitants pot observar des de la Plana al Pirineu de Lleida.

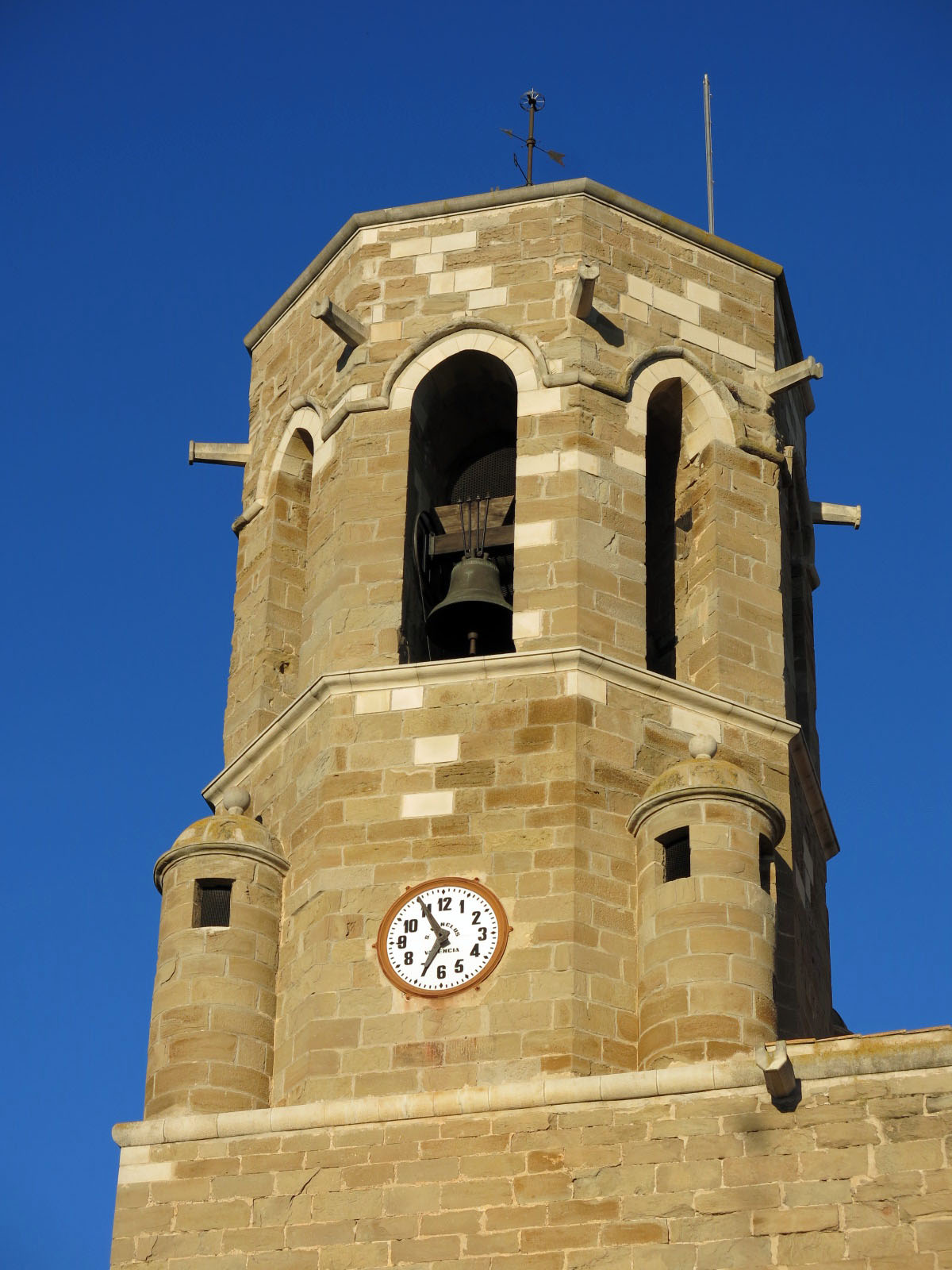
Campanar de Linyola

Amb aquestes actuacions el consistori reprendrà després de diversos anys els treballs per catalogar el temple com a Bé d'Interès Cultural juntament amb altres elements arquitectònics. Segons afegeix Àlex Mases, l'objectiu és posar en relleu el valor de l'església, que és l'element principal del patrimoni de Linyola.
Finalment l'any 2001 es van instal·lar tres noves campanes les quals són conegudes per tres noms diferents: Maria Assumpta amb un pes de 720 quilos, Francesca-Teresa de 520 quilos i finalment Quitèria de 330 quilos, totes elles van ser foses a Girona.

## Història
L'església de Linyola fou construïda entre els segles XIV-XV pels habitants del poble com a prova de la importància d'aquesta població. Aquesta, durant la Guerra Civil, fou utilitzada com a magatzem de l'exèrcit. Si bé l'església fou construïda entre els s. XIV-XV, l'estructura actual no és l'originària, ja que al llarg dels anys ha sofert diferents reformes, una de les quals, començada el 1969, es va fer l'ajut de tots els fills, veïns i amics de Linyola. L'església de Linyola, el 1711, era sufragània de l'església de Balaguer. No tenim cap document referent a la construcció del temple, però sí quant als ornaments que el decoraven: Madurell, en aquest sentit, publica un document en el qual l'església de Linyola contractà, l'any 1453, un argenter barceloní, Ramon Costa, encarregant-li una creu i un cap d'argent. El 1594 apareix un mestre d'obra de l'església, Bartomeu Roig, rebent l'onzè dels fruit del terme, en concepte pel seu treball. Al campanar de l'església hi ha una placa que dona la data de 1587, any que indica, possiblement, l'acabament de la fàbrica de l'església.
Al segle xviii es refeu la façana seguint l'estil neoclàssic però reaprofitant les figures de la façana anterior potser fins i tot sense alterar-ne la situació.
L'església està sota l'advocació de l'Assumpció de la Verge i de Santa Caterina, dos patrocinis típics de les esglésies visigòtiques, cosa que fa pensar que al s. V-VI ja hi devia haver una església en aquest lloc.
L'any 1936 durant la guerra, tant a Linyola com a molts altres llocs del país, l'església va sofrí alguns desperfectes i pèrdues d'imatges, com per exemple el retaule major que va ser cremat, o les campanes.
El març del 2019 uns arqueòlegs contractats per l'Ajuntament de Linyola van descobrir dins l'església una làpida datada de l'any 1698 a la part esquerra de l'altar. Volen investigar si es tracta de tombes o bé túnels subterranis que es comuniquin amb el castell.
L'any 1988 quan es realitzaven els treballs per instal·lar la calefacció es va produir un descobriment. El paleta Ramon Xifré Feliu i el seu ajudant Josep Pallerola van probar un grupo de cinc peces de cerámica fina a la part interior de la volta del cor. Els professionals en aquest sector digueren que aquest objectes s'utilitzaven per alleugerir el pes de la volta.